# Суликув (гмина)
Суликув (пол. Sulików) — сельская гмина (волость) в Польше, входит как административная единица в Згожелецкий повет, Нижнесилезское воеводство. Население 5971 человек (на 2004 год).

## Демография
| Перепись                       | Всего   | Всего | Женщины | Женщины | Мужчины | Мужчины |
| ------------------------------ | ------- | ----- | ------- | ------- | ------- | ------- |
| Единицы                        | человек | %     | человек | %       | человек | %       |
| Население                      | 5971    | 100   | 2990    | 50,1    | 2981    | 49,9    |
| Плотность населения (чел./км²) | 62,7    | 62,7  | 31,4    | 31,4    | 31,3    | 31,3    |

## Поселения
1. Берна
2. Яблонец
3. Ксаверув
4. Ловин
5. Мала-Весь-Дольна
6. Мала-Весь-Гурна
7. Медзяне
8. Микулова
9. Новошице
10. Подгуже
11. Радзимув
12. Скшидлице
13. Стары-Завидув
14. Студниска-Дольне
15. Студниска-Гурне
16. Суликув
17. Велихув
18. Вилька
19. Вилька-Боры
20. Вроцишув-Дольны
21. Вроцишув-Гурны

## Соседние гмины
1. Гмина Любань
2. Гмина Секерчин
3. Завидув
4. Гмина Згожелец